# Whataburger
Whataburger é uma cadeia de restaurantes de fast food regional americana, com sede em San Antonio, Texas, especializada em hambúrgueres. Fundada por Harmon Dobson e Paul Burton, abriu o seu primeiro restaurante em Corpus Christi, Texas, em 1950. Propriedade familiar dos Dobsons até 2019, a cadeia é agora gerida pela empresa de capital privado BDT & MSD Partners; a família Dobson ainda detém uma pequena participação.
Quando a empresa mudou de proprietário em 2019, havia mais de 670 locais no Texas e mais de 150 no Novo México, Arizona, Colorado e no sul dos Estados Unidos, dos quais 126 são franqueados.
O Whataburger foi conhecido durante muitos anos pelos seus edifícios distintos com telhado de laranja e riscas brancas com estrutura em A. O primeiro restaurante com estrutura em A, o 24º Whataburger a abrir, foi construído em Odessa, Texas, em 1961. Embora a empresa tenha destacado o restaurante como um marco histórico não oficial, este foi demolido em 2019 e substituído por um novo edifício.
O foco da empresa está nos hambúrgueres de carne moída, e inclui o Whataburger, o Whataburger Jr., o Triple Meat Whataburger, o Bacon & Cheese Whataburger e o Justaburger. Também estão disponíveis opções sem carne de vaca, como o Whatachick'n. O pequeno-almoço é servido durante a manhã, incluindo biscoitos, salsicha de porco, bacon e ovos.

## História
A empresa foi fundada por Harmon Dobson, cujo primeiro restaurante abriu em Corpus Christi, Texas, EUA, a 8 de agosto de 1950. Na década de 1950, a Whataburger já estava abrindo restaurantes em todo o Texas. Em 1959, a empresa expandiu-se para outros estados dos Estados Unidos. O primeiro restaurante fora do Texas foi uma filial no estado da Flórida. Em 2024, existiam 1.000 locais em 13 estados dos Estados Unidos. A Whataburger mudou a sua sede para San Antonio em 2009.

## Pontos de venda únicos
O Whataburger é conhecido pelos seus edifícios de restaurantes às riscas laranja e brancas com telhados de duas águas apelativos, embora os restaurantes mais recentes tenham um design mais convencional, em estilo bungalow, apenas com uma estrutura de telhado em forma de A mais pequena. Tal como as Waffle Houses, os restaurantes Whataburger estão abertos 24 horas por dia. Alguns menus incluem o Whataburger Jr. (uma versão mais pequena do Whataburger), o Justaburger (um Whataburger Jr. apenas com mostarda, piccles e cebolas) e menus de tiras de frango, juntamente com torradas e molho do Texas.